# Jean Calvé
Jean Calvé (ur. 30 kwietnia 1984 w Cormeilles-en-Parisis) – francuski piłkarz występujący na pozycji obrońcy. Od 2018 jest zawodnikiem klubu Berja CF.

## Kariera klubowa
Calvé zawodową karierę rozpoczynał w FC Sochaux-Montbéliard. Do tego klubu trafił w 2000 roku, ale początkowo grał tam w juniorach i rezerwach. Do pierwszej drużyny, wówczas występującej w Ligue 1 został włączony w sezonie 2005/2006. W Ligue 1 zadebiutował 15 października 2005 w zremisowanym 1:1 meczu z Girondins Bordeaux. W sezonie 2005/2006 w Sochaux zagrał 7 razy.
W 2006 roku odszedł do Le Mans UC 72, również grającego w Ligue 1. Pierwszy ligowy mecz zaliczył tam 26 sierpnia 2006 Olympique Marsylia (0:2). W 2007 oraz 2008 Calvé dotarł z klubem do półfinału Pucharu Ligi Francuskiej. W Le Mans spędził w sumie dwa lata. W tym czasie rozegrał tam 54 ligowe spotkania.
Latem 2008 przeszedł do innego pierwszoligowego zespołu – AS Nancy. Zadebiutował tam 30 sierpnia 2008 w wygranym 2:1 spotkaniu z Le Havre AC. W styczniu 2009 wypożyczono go do FC Lorient. Latem 2009 roku został wypożyczony do Grenoble Foot 38, a w 2010 roku do Sheffield United. W latach 2012–2015 grał w SM Caen, a w sezonie 2015/2016 w Oud-Heverlee Leuven. Latem 2016 trafił do Amiens SC. Następnie występował w hiszpańskich klubach CD El Ejido oraz Berja CF.
| Sezon   | Klub                    | Kraj      | Rozgrywki          | Mecze | Bramki | Rozgrywki Europy | Mecze | Bramki |
| ------- | ----------------------- | --------- | ------------------ | ----- | ------ | ---------------- | ----- | ------ |
| 2005/06 | FC Sochaux-Montbéliard  | Francja   | Ligue 1            | 17    | 0      | –                | –     | –      |
| 2006/07 | Le Mans UC 72           | Francja   | Ligue 1            | 20    | 0      | –                | –     | –      |
| 2007/08 | Le Mans UC 72           | Francja   | Ligue 1            | 34    | 0      | –                | –     | –      |
| 2008/09 | AS Nancy                | Francja   | Ligue 1            | 10    | 0      | Liga Europy UEFA | 3     | 0      |
| 2008/09 | FC Lorient (wyp.)       | Francja   | Ligue 1            | 9     | 0      | –                | –     | –      |
| 2009/10 | Grenoble Foot 38 (wyp.) | Francja   | Ligue 1            | 24    | 0      | –                | –     | –      |
| 2010/11 | Sheffield United (wyp.) | Anglia    | Championship       | 18    | 1      | –                | –     | –      |
| 2011/12 | AS Nancy                | Francja   | Ligue 1            | 8     | 1      | –                | –     | –      |
| 2012/13 | SM Caen                 | Francja   | Ligue 2            | 37    | 2      | –                | –     | –      |
| 2013/14 | SM Caen                 | Francja   | Ligue 2            | 32    | 1      | –                | –     | –      |
| 2014/15 | SM Caen                 | Francja   | Ligue 1            | 16    | 2      | –                | –     | –      |
| 2015/16 | Oud-Heverlee Leuven     | Belgia    | Eerste klasse      | 0     | 0      | –                | –     | –      |
| 2016/17 | Amiens SC               | Francja   | Ligue 2            | 13    | 0      | –                | –     | –      |
| 2017/18 | CD El Ejido             | Hiszpania | Segunda División B | 13    | 0      | –                | –     | –      |